# Mózgowie człowieka

Mózgowie człowieka – przekrój (grafika przestrzenna)

Mózgowie (łac. encephalon z gr. en „w, wewnątrz” i kephalos „głowa”) – część ośrodkowego układu nerwowego leżąca w czaszce. Jest to najbardziej złożony narząd człowieka. Stopień jego rozwoju prawdopodobnie warunkuje istnienie świadomości. Między neuronami czuciowymi i ruchowymi rozmieszczone są włókna kojarzeniowe. 
Wewnątrz mózgowia wyróżnia się skupienia komórek nerwowych – jądra i kora mózgu. Wypustki wychodzące z jąder tworzą wiązki oraz spoidła mózgu.

## Podział mózgowia

### Podział topograficzny

Schematyczny podział mózgowia. Po lewej pęcherzyki mózgowe pierwotne (powstają w fazie embrionalnej człowieka), po prawej pęcherzyki mózgowe wtórne (w rozwiniętym mózgowiu)

W tym podziale części składowe mózgowia stanowią pierwotne pęcherzyki mózgowe zarodka (przodomózgowie, śródmózgowie i tyłomózgowie) dzielące się dalej na wtórne pęcherzyki mózgowe. Jedynie śródmózgowie nie ulega podziałowi na wtórne pęcherzyki.
- przodomózgowie prosencephalon
  - kresomózgowie telencephalon (inaczej mózg cerebrum)
    - półkule mózgu hemispheria cerebri s. telencephalon laterale
    - kresomózgowie środkowe telencephalon medium

  - międzymózgowie diencephalon
    - nadwzgórze epithalamus
    - wzgórze thalamus
    - niskowzgórze subthalamus
    - zawzgórze metathalamus
    - podwzgórze hypothalamus

- śródmózgowie mesencephalon
  - pokrywa śródmózgowia tectum mesencephali
  - konary mózgu pedunculi cerebri
- tyłomózgowie rhombencephalon
  - tyłomózgowie wtórne metencephalon
    - móżdżek cerebellum
    - most pons

  - rdzeniomózgowie  myelencephalon
    - rdzeń przedłużony medulla oblongata

### Podział kliniczny
- półkule mózgu hemispheria cerebri
- móżdżek cerebellum
- pień mózgu truncus encephali
  - śródmózgowie mesencephalon
  - most most Varola, łac. pons, pons Varoli
  - rdzeń przedłużony medulla oblongata

Do pnia mózgu niektóre źródła zaliczają także międzymózgowie oraz jądra kresomózgowia.

## Anatomia i fizjologia

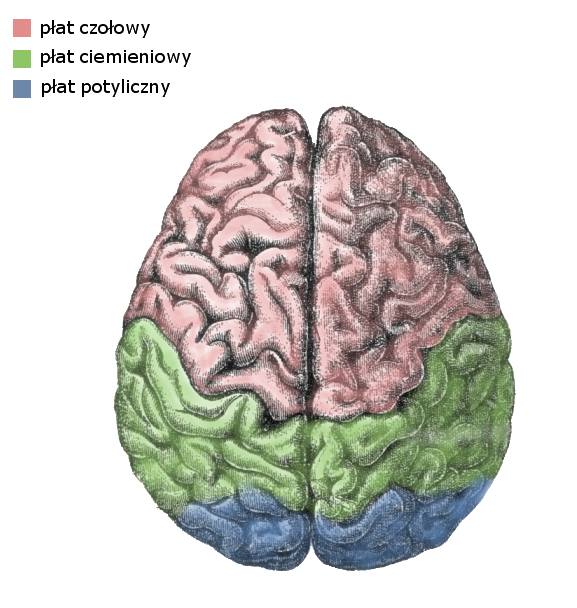
Płaty mózgu ludzkiego. Widok od góry.

Jamki zarodkowych pęcherzyków mózgu utrzymują się przez cały czas kształtowania się mózgu tworząc w wykształconym już mózgu komory mózgowe, które wypełnione są surowiczym płynem mózgowo-rdzeniowym. Z bocznych pęcherzykowatych wypukleń mózgu pierwotnego wytwarzają się oczy; z przodu tworzy się płat węchowy. Im wyżej na filogenetycznej drabinie stoją kręgowce, tym znaczniejszy obserwuje się rozwój przodomózgowia, które w końcu tworzy właściwy mózg (cerebrum), składający się z dwóch półkul (prawej i lewej). U człowieka przykrywają one całą resztę mózgu.

Obraz z rezonansu magnetycznego mózgowia. Widok od góry.

Półkule te są pofałdowane, co znacznie zwiększa ich powierzchnię. Wyróżnia się na nich bruzdy (sulci, fissurae) i zakręty (gyri). Półkule mózgowe rozwijają się kosztem międzymózgowia i śródmózgowia. Z tyłomózgowia powstaje móżdżek, a rdzeniomózgowie zamienia się w rdzeń przedłużony. Masa mózgu ludzkiego wynosi u mężczyzny około 1375 g, u kobiety 1225 g, podczas gdy masa mózgu niemowlęcia to zwykle około 350 g. Obydwie półkule rozdzielone są głęboką bruzdą podłużną, a tylko w dolnej części złączone są wielkim spoidłem mózgowym, ze śródmózgowiem natomiast łączą się za pomocą szypułek mózgowych (pedunculi cerebri). Głęboka bruzda boczna, zwana bruzdą Sylwiusza, przecina pod spodem półkule mózgowe, tak że dzieli każdą półkulę (od spodu) na 5 płatów:
- czołowy
- ciemieniowy
- skroniowy
- potyliczny
- brzeżny (limbiczny)

Płat ciemieniowy przechodzi bez ostrej granicy w płat potyliczny. Wąska jama obecna w półkulach mózgowych podzielona jest przez ścianę podłużną na dwie równe części – w ten sposób powstają komory boczne mózgu (ventriculi cereibri). Tylna część tej ściany tzw. sklepienie mózgu wychodzi z ciał suteczkowatych, znajdujących się u podstawy mózgu. Komory boczne i komora trzecia (w międzymózgowiu) komunikują się ze sobą przez ciasny otwór Monroe’go (foramen Monroi). Przedłużenia bocznych komór noszą nazwę rogów Ammona (cornu ammonis). Półkule mózgowe zbudowane są z istoty szarej (zwanej korą mózgową), o miąższości około 5 mm, obfitującej w komórki zwojowe, i z białej istoty rdzennej złożonej z włókien nerwowych. Dno komory trzeciej mieszczącej się w międzymózgowiu przedłuża się ku dołowi w lejek, na którym położona jest przysadka mózgowa, gruczoł wydzielania wewnętrznego. Z międzymózgowia wychodzi również, jednak ku górze, szyszynka.
     tętnica przednia mózgu,
     tętnica środkowa mózgu,
     tętnica tylna mózgu.

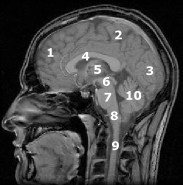
1 – płat czołowy, 2 – płat ciemieniowy, 3 – płat potyliczny, 4 – ciało modzelowate, 5 – wzgórze, 6 – podwzgórze, 7 – most, 8 – rdzeń przedłużony, 9 – rdzeń kręgowy, 10 – móżdżek.

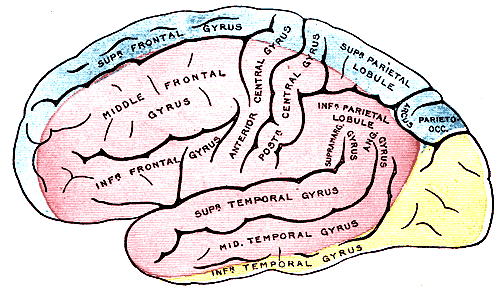
Unaczynienie tętnicze mózgu:
tętnica przednia mózgu,
tętnica środkowa mózgu,
tętnica tylna mózgu.

Obraz z rezonansu magnetycznego mózgu. Widok z boku.

Mózg jest bardzo wrażliwym narządem, dlatego też jest bardzo dobrze chroniony. Otaczają go 3 opony. Każda z nich jest inna i każda ma inne zadania. Pierwsza, najbliżej mózgu, to silnie unaczyniona opona miękka (naczyniówka), której zadaniem jest odżywianie mózgu. Wnika ona do komór mózgu tworząc sploty naczyniówkowe, oraz we wszystkie bruzdy i zakręty mózgu. Drugą jest pajęczynówka, w której znajduje się płyn mózgowo-rdzeniowy, wyrównujący ciśnienie w czaszce i amortyzujący wstrząsy. Pajęczynówka jest bardzo delikatna, brak w niej naczyń krwionośnych. Ostatnią, trzecią oponą jest opona twarda, która jest zarazem okostną czaszki. Dzieli się ona na blaszkę zewnętrzną i blaszkę wewnętrzną.
Unaczynienie tętnicze mózgowia pochodzi głównie z tętnicy podstawnej (wraz z jej odgałęzieniami, parą tętnic tylnych mózgu), będącej połączeniem dwóch tętnic kręgowych oraz parami tętnic przednich i środkowych mózgu (końcowych odgałęzień tętnicy szyjnej wewnętrznej). Wszystkie te tętnice łączą się na podstawie mózgowia w koło tętnicze mózgu.
Objętość mózgu człowieka jest istotnym parametrem antropologicznym, średnia światowa wynosi 1350 ml (800–2000 ml). Przeciętny mózg ma około 86 mld neuronów, przy czym każdy z nich łączy się średnio z 7 tys. innych poprzez synapsy, w sumie takich połączeń jest około {\displaystyle 10^{15}.}
Wielkość ludzkiego mózgu jest w 94% (prawie całkowicie) uwarunkowana czynnikami genetycznymi. Istotną rolę w warunkowaniu wielkości mózgu odgrywa ludzki gen ASPM.
Większy rozmiar mózgu (jako indeks cefaliczny) jest związany z większym IQ, co sugeruje że różnice w wielkości mózgu między ludźmi są skorelowane do różnic inteligencji i wyników testów.
Jedną z metod przeżyciowego mierzenia (in vivo) wielkości mózgu jest metoda VBM. Jest to nieobciążona technika charakteryzująca objętości regionów mózgowia i różnice koncentracji tkanek w strukturalnych obrazach NMR.
Zasada działania mózgu polega na przekazywaniu sygnałów elektrycznych – potencjałów czynnościowych – w obrębie neuronu oraz chemicznych (neuroprzekaźnik) w obrębie synapsy. Podstawową jednostką czynnościową mózgu jest tzw. zespół neuronów.